# Адамс, Роджер
Ро́джер А́дамс (англ. Roger Adams; 2 января 1889, Редондо-Бич, Калифорния, США — 6 июля 1971) — американский химик-органик. Наиболее известен открытием катализатора Адамса, работами по структурной химии и стереохимии природных соединений, таких как антрахиноны, хаульмуровая кислота и госсипол. Он обучил порядка 250 докторов наук (Ph.D.) и научных сотрудников в Иллинойсе, сыграл ключевую роль в развитии обучения специалистов и промышленных исследований, занимался исследованием боевых газов для американской армии в течение Первой и Второй мировых войн.
Член Национальной академии наук США (1929).

## Юность и образование
Адамс родился в Бостоне, штат Массачусетс, в семье учителей Остина В. Адамса (1845—1916) и Лидии Кертис. Отец Адамса был прямым потомком дяди президента Джона Адамса, а мать — из Равнины Ямайки, потомок ранних колонистов. Роджер был младшим ребёнком в семье, у него было три старших сестры, две из которых окончили колледж Рэдклифф, Кембридж, Массачусетс, США, а третья — колледж Смит, Нортгемптон, Массачусетс, США.
В 1900 году семья переехала в Кембридж, вероятно, чтобы быть ближе к колледжам. После подготовки в Бостонском латинском и Кембриджском латинском колледжах, Адамс поступил в Гарвард в 1905 году.
Первые годы учёбы не были отмечены какими-то заметными успехами. Его интерес к химии скорее всего был пробужден лекциями С. Л. Джексона о «химии повседневной жизни», Адамс окончил курс по химии через три года, получив отличные оценки на старших курсах по химии и по горной промышленности на младших. На последнем году обучения Роджер занимался углубленными курсами и начал исследовательскую работу с Г. А. Торри.
После выпуска в 1909 году, Адамс трудился над докторской диссертацией, совмещая с работой ассистента преподавателя в Рэдклиффе. Ввиду преждевременной смерти Торри в 1910 году, докторская диссертация была закончена совместно с Ч. Л. Джексоном, Л. Кларком и Г. Ф. Форбсом.
Как выдающийся кандидат наук, Роджер Адамс был удостоен стипендии Паркера в 1912 и 1913 годах, что позволило провести часть времени в лаборатории Эмиля Фишера с Отто Дилсом в Берлине, Германия, а часть с Рихардом Вильштетером в Далеме около Берлина. Кроме этого Адамс побывал в Финляндии, России и Швеции. В дальнейшем Роджер поддерживал тесную связь с учеными, с которыми познакомился в годы, проведенные в Европе.
После возвращения в 1913 году Адамс устроился в Гарвард в качестве научного сотрудника Ч. Л. Джексона с жалованием 800$ в год и вскоре начал преподавать. Наряду с другими курсами он преподавал основы органической химии, создал в Гарварде первую химическую лабораторию и начал своё собственное исследование.

## Карьера
В 1916 году Адамс принял предложение У.А. Нойеса, главы факультета химии и химической инженерии Иллинойса, Урбана, и стал доцентом с зарплатой 2800$ в год. Как раз на этом факультете Адамс начал свою работу, которой посвятил 56 лет своей жизни (1916—1971).
Адамс стал главой «препаративных лабораторий» («prep labs»), основу которым заложил его предшественник, К.Г. Деррик, где в период немецкой блокады было синтезировано множество ценных органических веществ. Кроме самих синтезов Адамс усовершенствовал финансовую сторону вопроса, введя строгие процедуры учета издержек. Синтезы «препаративной лаборатории» способствовали возникновению ежегодного журнала «Органические синтезы».
В 1917 и 1918 годах Адамс работал для армии над исследованием ядовитых газов в Американском Университете в Вашингтоне, округ Колумбия.
Возвращение Адамса в Урбану сопровождалось всплеском научной активности, в период с 1918 по 1926 год он опубликовал 73 научных работы, подготовил 45 докторов наук (Ph’D).
Адамс со студентами разработал катализатор Адамса (представляет собой оксид платины), являющийся одним из наиболее легко приготовляемых катализаторов для реакции гидрирования.
Во время работы в лаборатории У.А. Нойеса, Адамс совместно со своими студентами провел множество выдающихся работ:
- Получение хлоралкиловых эфиров из альдегидов и хлорангидридов карбоновых кислот[6]
- Образование кетонов из ангидридов алифатических кислот по реакции Фриделя-Крафтса[7]
- Определение структуры диальдегида салициловой кислоты и метилацетопиранона[8]
- Метод получения полигидроксиантрохинонов с заданной стереохимией из фталидов[9]
- Определение структуры хаульмугровой кислоты и получение её дигидропроизводного[10]
- Определение стереохимии дифениловых соединений[11]
- Определение структуры вазицина[12]
- Определение структуры госсипола для легкой промышленности[13]
- Выделение и идентификация каннабидиола из конопли посевной[14]
- Получение каннабинола и тетрагидроканнабинола[15]
- Изучение алкалоидов крестовника и кроталярии.[16]

В период с 1926 по 1954 год Адамс занимал пост главы Химического факультета Иллинойса, заменив В. А. Нойеса. Лаборатория Адамса предоставляла такие рабочие условия, которые не могли предоставить другие университеты, даже факультеты физической химии, открытые А. А. Нойесом в Массачусетском технологическом институте и Г. Н. Льюисом в Беркли, не могли соперничать с Химическим факультетом в Иллинойсе.
Кроме научной деятельности, Адамс также занимался консультациями компаний по различным вопросам. Его услугами пользовались такие компании как A.E. Staley Co., M. W. Kellogg Co., Coca-Cola и DuPont.
С 1940 по 1945 год Адамс работал для Комитета по исследованию национальной обороны, отвечал за многие проекты по химии и химической инженерии.
После войны с ноября 1945 по февраль 1946 года Адамс был научным советником Американского военного правительства при генерале Луисиусе Д. Клэе, содействовал направлению развития японской научной политики в более демократическом русле.
Уйдя на пенсию, Адамс совершил много поездок за границу, часть из которых была для посещения научных мероприятий, а часть для удовольствия. Он посетил большинство стран мира хотя бы один раз, имел огромный круг знакомых по всему миру. Адамс поддерживал тесную переписку почти со всеми видными учеными мира, его домашняя гостевая книга содержит имена ученых со всего света.

## Семья
Адамс женился 29 августа 1918 года на Люсиль Вилер в Уайт-Ривер, Вермонт. У них была одна дочь, Люсиль, и четыре внука. Госпожа Адамс умерла в 1964 году.
После непродолжительной госпитализации, 6 июля 1971 года Роджер Адамс скончался.

## Ученики Адамса
В период с 1918 по 1959 годы Адамсом было подготовлено около 250 докторов наук и научных сотрудников. Наиболее выдающимися из них являются Э. Г. Волвилер, Дж. Р. Джонсон, А. В. Инжерсолл, С. М. МакЭльвейн, У. Х. Карозерс, У. Р. Броуди, К. Р. Ноллер, Р. Л. Шринер, К. Ф. Рассвеилер, M.М. Брубакер, Р. М. Джойс, Т. Л. Кэрнс, Дж. Ф. Хид, У. М. Стэнли, В. Э. Ханфорд, Байрон Ригель, Р.Кларк Моррис, Аллен Р. Джинес, Б. Р. Бакер, Нейтан Корнблум, Р. С. Лонг, М. В. Миллер, Джек Хин, У. Х. Ликан, М. Т. Леффлер, Э. Э. Грабер, Д.Дж. Баттербо, Р. О. Соер, Р. Б. Верн.
Воспитанники Адамса работали в правительственных лабораториях, занимались промышленными исследованиями и преподавали. Также у Адамса было много иностранных студентов.
Один из учеников Адамса, Уоллас Х. Карозерс, работая в компании DuPont с 1928 по 1937 год, открыл неопреновый каучук и нейлон, производство которых было запущено позднее, а Уэнделл Мередит Стэнли в 1946 году стал лауреатом Нобелевской премии по химии «за получение вирусных белков в чистом виде».

## Награды и премии
Работы Адамса имели широкое признание и уважение, а список его наград и почётных званий занимает три страницы. Он был членом Американского философского общества, Американской академии искусств и наук, почетным членом более чем в дюжине иностранных академий и химических обществ. Он получил почётное звание доктора наук в десяти университетах, включая университеты Иллинойса, Гарварда, Рочестера, Пенсильвании, Мичигана и Йеля.
Среди его наград:
- 1927 — Медаль Николса
- 1936 — Премия Уилларда Гиббса  от Чикагской секции Американского химического общества
- 1944 — Медаль Эллиота Крессона
- 1945 — Медаль Дэви от Лондонского королевского общества
- 1946 — Медаль Пристли Американского химического общества
- 1954 — Медаль Перкина
- 1960 — Медаль Франклина (за инженерное дело)
- 1964 — Национальная научная медаль США.

Кроме того Адамс получил звание командора ордена Британской империи (CBE) и американскую медаль «За заслуги» за его службу во Второй мировой войне.

## Публикации
- Bauer, W. W.; Adams, Roger. Diarsono-diphenyl and Derivatives (англ.) // J. Am. Chem. Soc.[англ.] : journal. — 1924. — Vol. 46, no. 8. — P. 1925—1931. — doi:10.1021/ja01673a021.
- Johnson, E. H.; Weinmayr, V.; Adams, Roger. Substitution Products of alpha -naphthoyl-ortho-benzoic Acid (англ.) // J. Am. Chem. Soc.[англ.] : magazin. — 1932. — Vol. 54, no. 8. — P. 3289—3295. — doi:10.1021/ja01347a040.
- Stanley, W. M.; Adams, Roger. The surface tension of various aliphatic acids previously studied for bactericidal action to Mycobacterium leprae. XXI (англ.) // J. Am. Chem. Soc.[англ.] : journal. — 1932. — Vol. 54, no. 4. — P. 1548—1557. — doi:10.1021/ja01343a046.
- Adams, Roger; Gold, Marvin. Additions and Corrections - Spectra of Certain Dihydroisobenzofurans and Isobenzofurans (англ.) // J. Am. Chem. Soc.[англ.] : journal. — 1940. — Vol. 62, no. 12. — P. 3529—3529. — doi:10.1021/ja01869a623.
- Adams, Roger; Dankert, L. J. Restricted Rotation in Arylamines. I. Preparation and Resolution of N-Succinyl-N-methylbromomesidine (англ.) // J. Am. Chem. Soc.[англ.] : journal. — 1940. — Vol. 62, no. 8. — P. 2191—2193. — doi:10.1021/ja01865a079.
- Adams, Roger; Looker, J. H. Quinone Imides. IV. p-Quinone Monosulfonimides (англ.) // J. Am. Chem. Soc.[англ.] : journal. — 1951. — Vol. 73, no. 3. — P. 1145—1149. — doi:10.1021/ja01147a078.
- Adams, Roger; Anderson, John L. The Effect of α-Methyl Substituents on the Anhydridization of Aliphatic Dibasic Acids (англ.) // J. Am. Chem. Soc.[англ.] : journal. — 1951. — Vol. 73, no. 1. — P. 136—141. — doi:10.1021/ja01145a050.
- Adams, Roger; Johnson, James L.; Englund, Bruce. Polymers of α-Acetamidoacrylic Acid and its Methyl Ester (англ.) // J. Am. Chem. Soc.[англ.] : journal. — 1950. — Vol. 72, no. 11. — P. 5080—5082. — doi:10.1021/ja01167a072.
- Adams, Roger; Miyano, Seiji; Nair, M. D. Synthesis of Substituted Pyrrolidines and Pyrrolizidines (англ.) // J. Am. Chem. Soc.[англ.] : journal. — 1961. — Vol. 83, no. 15. — P. 3323—3327. — doi:10.1021/ja01476a032.